# Stone Zoo
Le Stone Zoo est un parc zoologique situé à Stoneham dans le Massachusetts aux États-Unis. D'une superficie de 10,521 8 hectares, le zoo présente 57 espèces en 2016. Le zoo est fondé en 1905 par Charles Price puis renommé Stone Zoo en 1969 en l'honneur de l'un de ses directeurs : Walter D. Stone. En 1991, la gestion du zoo est confiée à la Commonwealth Zoological Corporation - renommé en juillet 1997 Zoo New England (zoo de Nouvelle Angleterre) - , de même que celle du Franklin Park Zoo situé à Boston.